# Sheena – Königin des Dschungels (Fernsehserie)
Sheena – Königin des Dschungels ist eine 35-teilige Fernsehserie mit Gena Lee Nolin aus den Jahren 2000 bis 2002. Das Konzept der Serie beruht auf dem gleichnamigen Comic der Zeichner Will Eisner und Jerry Iger. Neben der Neuauflage der Serie existiert noch eine 26-teilige Schwarz-Weiß Serie von 1955/1956 mit Irish McCalla und ein Spielfilm von 1984 mit Tanya Roberts in der Hauptrolle. 

## Handlung
Matt Cutter (John Allen Nelson) ist Pilot und Besitzer eines Flugzeugs, das zu seinem Lebensunterhalt beiträgt. Als er eines Tages einen fingierten Charterauftrag erhält, wird er zur Zielscheibe seiner kriminellen Auftraggeber, die ihn fortan loswerden wollen. Zum Glück kommt ihm Sheena (Gena Lee Nolin) zur Hilfe, so dass sie gemeinsam die Schurken bekämpfen können.

## Trivia
- Anders als im gleichnamigen Spielfilm von 1984 kann sich Sheena hier auch in Tiere verwandeln